# Gyrtona singaporensis
Gyrtona singaporensis är en fjärilsart som beskrevs av Embrik Strand 1917. Gyrtona singaporensis ingår i släktet Gyrtona och familjen nattflyn. Inga underarter finns listade i Catalogue of Life.